# Das Elend der Welt
Das Elend der Welt ist eine soziologische Studie über die Banlieues, die Vororte von Paris. Das Original La misère du monde erschien 1993, die deutsche Übersetzung 1997.
Der Entstehung dieses Werkes ging eine jahrelange Diskussion der zwanzig Autoren unter der Leitung Pierre Bourdieus voraus. Als die über 900 Seiten umfassende Studie erschien, wurde sie innerhalb eines Jahres über 100.000 mal verkauft.

## Inhalt
Das Buch verzichtet weitgehend auf die soziologische Fachsprache und ist als Interviewband konzipiert. Die über vierzig Interviews werden jeweils mit einem kurzen Text eingeleitet. Dort beschreiben die Forscher, wie sie Zugang zu den Interviewten und ihrer sozialen Welt gefunden haben. Die befragten Personen erzählen von ihren Lebensverhältnissen, ihren beruflichen und familiären Perspektiven, ihren Erfahrungen und Hoffnungen, ihren Erwartungen und Enttäuschungen.
Den Interviews liegt das methodische Konzept des Verstehens zugrunde. Hierzu wurde versucht, eine Beziehung des aktiven und methodischen Zuhörens zu schaffen. Dies

„verbinde eine Haltung des sich rückhaltlos der befragten Person Zur-Verfügung-Stellens, des sich der Einzigartigkeit ihrer besonderen Geschichte Unterwerfens – was durch eine Art mehr oder weniger kontrollierten Effekt der Anpassung dazu führen kann, deren Sprache anzunehmen und sich ihre Sichtweisen, Gefühle und Gedanken zu eigen zu machen – mittels einer methodischen Konstruktion, die von der Kenntnis der objektiven Bedingungen gesättigt ist, welche einer ganzen gesellschaftlichen Kategorie gemeinsam sind.“

Das Elend der Welt ist in sieben Abschnitte gegliedert:
- Position und Perspektive
- Ortseffekte
- Die Abdankung des Staates
- Abstieg und Niedergang
- Die intern Ausgegrenzten
- Widersprüche des Erbes
- Verstehen

## Autoren
Gabrielle Balazs, Stéphane Beaud, Pierre Bourdieu, Sylvain Broccolichi, Patrick Champagne, Rosine Christin, Remi Lenoir, Francoise OEuvrard, Michel Pialoux, Abdelmalek Sayad, Franz Schultheis, Charles Soulié

## Wirkungsgeschichte
Das Buch war binnen kurzer Zeit Gegenstand vieler Rezensionen. Es diente als Grundlage für Theaterinszenierungen an renommierten Bühnen und für Fernsehdokumentarfilme.
Der für Das Elend der Welt entwickelte Forschungsansatz wurde auch für eine entsprechende Analyse der deutschen Verhältnisse übernommen. Hieraus entstand zwischen 2002 und 2004 eine Studie, an der dreißig Wissenschaftler mitgearbeitet haben. Die Arbeit ist 2005 erschienen unter dem Titel Gesellschaft mit begrenzter Haftung. Zumutungen und Leiden im deutschen Alltag (herausgegeben von Franz Schultheis und Kristina Schulz).
Auch in Österreich fand eine entsprechende Studie statt, die von Elisabeth Katschnig-Fasch geleitet wurde und sich den Vororten von Graz widmete. Sie erschien 2003 unter dem Titel Das ganz alltägliche Elend. Begegnungen im Schatten des Neoliberalismus.
Als Musiktheaterprojekt wurden Teile von Erzählungen aus dem Buch vom Düsseldorfer Schauspielhaus in der Spielzeit 2006/07 durch Laura Berman und Thomas Krupa (Konzept, Fassung) mit Schauspielern, Sängern und Musikern, verwoben mit Kantatenmusik von Johann Sebastian Bach auf die Bühne gebracht.

### Primärliteratur
- Pierre Bourdieu et al.: La misère du monde. Éditions du Seuil, Paris 1993, ISBN 2-02-019674-3.
- Pierre Bourdieu et al.: Das Elend der Welt. Zeugnisse und Diagnosen alltäglichen Leidens an der Gesellschaft (= Édition discours. Bd. 9). UVK, Universitäts-Verlag Konstanz, Konstanz 1997, ISBN 3-87940-568-9.
- Pierre Bourdieu et al.: Das Elend der Welt (= UTB Soziologie 8315). Gekürzte Studienausgabe. UVK, Universitäts-Verlag Konstanz, Konstanz 2005, ISBN 3-8252-8315-1.

### Folgeliteratur
- Franz Schultheis, Kristina Schulz (Hrsg.): Gesellschaft mit begrenzter Haftung. Zumutungen und Leiden im deutschen Alltag. UVK, Universitäts-Verlag Konstanz, Konstanz 2005, ISBN 3-89669-537-1.
- Elisabeth Katschnig-Fasch (Hrsg.): Das ganz alltägliche Elend. Begegnungen im Schatten des Neoliberalismus. Löcker, Wien 2003, ISBN 3-85409-383-7.